# Teatro de la Estrella del Norte
Teatro de la Estrella del Norte (en árabe: مسرح نجمة الشمال) es un teatro situado en el centro de Túnez. Está situado en el número 41 de la Avenida de Farhat-Hached, cerca de la Avenida Habib Bourguiba desde el 26 de febrero de 2000; la productora teatral se creó el 29 de febrero de 1996. Los locales del teatro ocupan más de 700 m², su gran sala cubre 400 m². Ubicado en un antiguo almacén, acoge conciertos de todo tipo de música, encuentros literarios en francés o árabe y las representaciones teatrales de la compañía de la Étoile du Nord. Se dice que es «tan bohemio como Túnez», el teatro es popular entre estudiantes y artistas que se reúnen en la cafetería sin alcohol y en su biblioteca. El teatro acoge unos 160 eventos al año, entre los que se incluyen actuaciones de grupos de reggae estilo western, heavy metal y jazz y stand-up comedy.

## Características
Construido sobre una superficie de terreno de 700 m² en un lugar donde existía un almacén comercial, el almacén fue reformado, y las características arquitectónicas del teatro están en consonancia con los requisitos del teatro contemporáneo, con un vestíbulo y un auditorio diseñados con una adecuada relación sala/aire. El auditorio, con una superficie de 400 m², está concebido para espectáculos teatrales, conciertos, conferencias, proyecciones, danza y también para impartir formación. Su aforo es de 300 a 400 espectadores (dependiendo de la configuración) o 600 espectadores de pie.. Dispone de facultades para cambiar las escenas de los espectáculos en plazos razonables para lo cual cuenta con 40 pantallas ajustables de 780 m² de tamaño con instalación de altura ajustable de la marca NiVOFLEX PRO.
El teatro no sólo dispone de instalaciones para los espectáculos y para acoger a un público numeroso, sino que también cuenta con un espacio construido para los servicios públicos que comprende una biblioteca con libros de referencia y documentos relacionados con las artes escénicas, la arquitectura, la pintura y el cine y que cuenta con el apoyo de una instalación de Internet, aseos, alojamientos con capacidad para 14 artistas con todas las instalaciones modernas de comunicación, una moderna sala de control de luz y sonido, un almacén y espacio de oficinas para artistas y administradores.